# Горолысово
Горолысово — деревня в Рамешковском районе Тверской области.

## География
Находится в восточной части Тверской области на расстоянии приблизительно 7 км на юг-юго-восток по прямой от районного центра поселка Рамешки.

## История
Известна с 1627—1629 годов как деревня, которая была переданы в 1572 году во владение Троице-Сергиеву монастырю. В 1678 году в деревне 5 крестьянских дворов, в 1709 году — 1 крестьянский двор, 4 мужчины, 1 бобыльский двор (1 мужчина), 3 пустых двора. В 1859 году в государственной русской деревне 19 дворов. В советское время работали колхозы «Крестьянка», «Путь к коммунизму», совхоз «Леоновский». В 2001 году в деревне 3 дома постоянных жителей и 13 домов — собственность наследников и дачников. До 2021 входила в сельское поселение Застолбье Рамешковского района до их упразднения.

## Население
Численность населения: 133 человека (1859 год), 148 (1887), 7 (1989), 4 (русские 100 %) в 2002 году, 6 в 2010.